# Saint-Sauveur-le-Vicomte
Pour les articles homonymes, voir Saint-Sauveur.
Saint-Sauveur-le-Vicomte est une commune française, située dans le département de la Manche en région Normandie, peuplée de 2 088 habitants.

## Géographie

### Localisation
La ville se trouve dans le Cotentin. Couvrant 3 427 hectares, le territoire de Saint-Sauveur-le-Vicomte est le plus étendu de l'arrondissement de Cherbourg.

### Communes limitrophes
Les communes limitrophes sont Néhou, Besneville, Catteville, Doville, Rauville-la-Place, Sainte-Colombe, Saint-Jacques-de-Néhou, Taillepied et Varenguebec.
| Saint-Jacques-de-Néhou | Néhou                    | Sainte-Colombe    |
| Besneville, Taillepied | Saint-Sauveur-le-Vicomte | Rauville-la-Place |
| Catteville             | Doville                  | Varenguebec       |

### Géologie et relief
Dans la région de Saint-Sauveur-le-Vicomte, on rencontre des fossiles de Temperoceras (en) temperans, de la classe des mollusques, rapportés au Silurien. On rencontre également quelques trilobites.

### Hydrographie
La commune est située dans le bassin Seine-Normandie. Elle est drainée par la Douve, le Buisson, le Fil de Gorges, la Saudre, des bras de la Douve, un bras de la Saudre, un bras du Fil de Gorges, un bras du Gorget, le canal 02 du Marais de l'Adriennerie, le cours d'eau 01 d'Alleaume, le cours d'eau 01 de la Hamelinerie, le cours d'eau 01 du Hecquet, le cours d'eau 01 du Vallée, le cours d'eau 04 de la Douve, le cours d'eau 15 du Gorget, le fossé 01 de la Chitotterie et divers autres petits cours d'eau,.la Perruque
La Douve, d'une longueur de 79 km, prend sa source dans la commune de Tollevast et se jette  dans la baie de Seine à Carentan-les-Marais, après avoir traversé 28 communes. Les caractéristiques hydrologiques de la Douvesur la commune. Le débit moyen mensuel est de 9,35 m3/s. Le débit moyen journalier maximum est de 72,3 m3/s, atteint lors de la crue du 3 janvier 2024. Le débit instantané maximal est quant à lui de 78,9 m3/s, atteint le même jour.
Le Buisson, d'une longueur de 13 km, prend sa source dans la commune de Montsenelle et se jette  dans le Fil de Gorges sur la commune, après avoir traversé sept communes. 
Le Fil de Gorges, d'une longueur de 18 km, prend sa source dans la commune  et se jette  dans la Douve à Rauville-la-Place, après avoir traversé huit communes. 
La Saudre, d'une longueur de 14 km, prend sa source dans la commune de Saint-Maurice-en-Cotentin et se jette  dans la Douve en limite de  en limite de la commune et de Néhou, après avoir traversé six communes. 

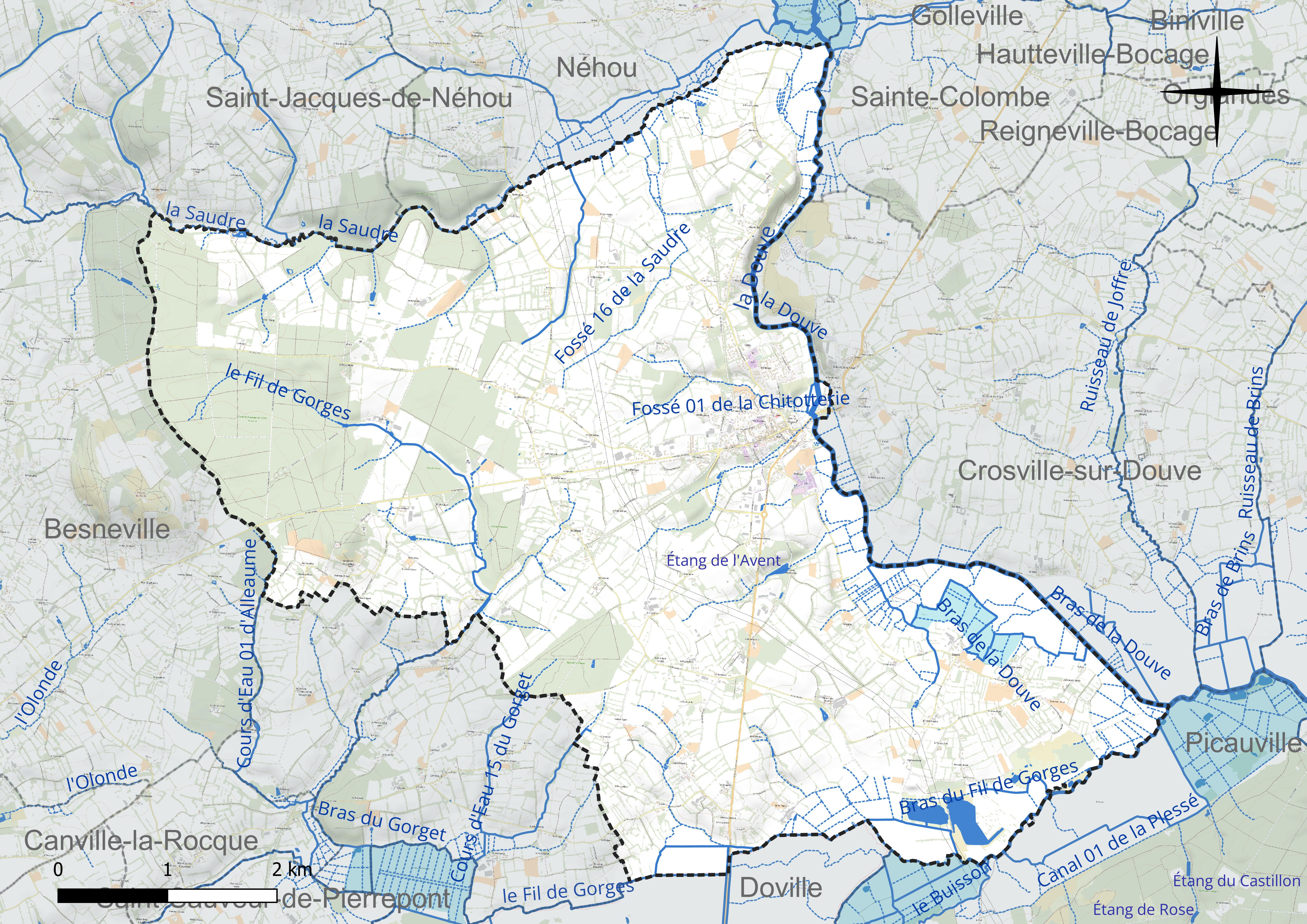
Réseau hydrographique de Saint-Sauveur-le-Vicomte.

Deux plans d'eau complètent le réseau hydrographique : le Grand Marais (5,6 ha) et l'étang de l'Avent (0,9 ha),.

### Climat
Pour des articles plus généraux, voir Climat de la Normandie et Climat de la Manche.
En 2010, le climat de la commune est de type climat océanique franc, selon une étude du CNRS s'appuyant sur une série de données couvrant la période 1971-2000. En 2020, Météo-France publie une typologie des climats de la France métropolitaine dans laquelle la commune est exposée à un climat océanique et est dans la région climatique  Normandie (Cotentin, Orne), caractérisée par une pluviométrie relativement élevée (850 mm/a) et un été frais (15,5 °C) et venté. Parallèlement le GIEC normand, un groupe régional d’experts sur le climat, différencie quant à lui, dans une étude de 2020, trois grands types de climats pour la région Normandie, nuancés à une échelle plus fine par les facteurs géographiques locaux. La commune est, selon ce zonage, exposée à un « climat maritime », correspondant au Cotentin et à l'ouest du département de la Manche, frais, humide et pluvieux, où les contrastes pluviométrique et thermique sont parfois très prononcés en quelques kilomètres quand le relief est marqué.
Pour la période 1971-2000, la température annuelle moyenne est de 11,1 °C, avec une amplitude thermique annuelle de 11,3 °C. Le cumul annuel moyen de précipitations est de 928 mm, avec 14,6 jours de précipitations en janvier et 7,6 jours en juillet. Pour la période 1991-2020, la température moyenne annuelle observée sur la station météorologique la plus proche, située sur la commune de Sainte-Marie-du-Mont à 22 km à vol d'oiseau, est de 11,6 °C et le cumul annuel moyen de précipitations est de 890,0 mm,. Pour l'avenir, les paramètres climatiques de la commune estimés pour 2050 selon différents scénarios d’émission de gaz à effet de serre sont consultables sur un site dédié publié par Météo-France en novembre 2022.

## Urbanisme

### Typologie
Au 1er janvier 2024, Saint-Sauveur-le-Vicomte est catégorisée bourg rural, selon la nouvelle grille communale de densité à sept niveaux définie par l'Insee en 2022.
Elle est située hors unité urbaine et hors attraction des villes,.

### Occupation des sols

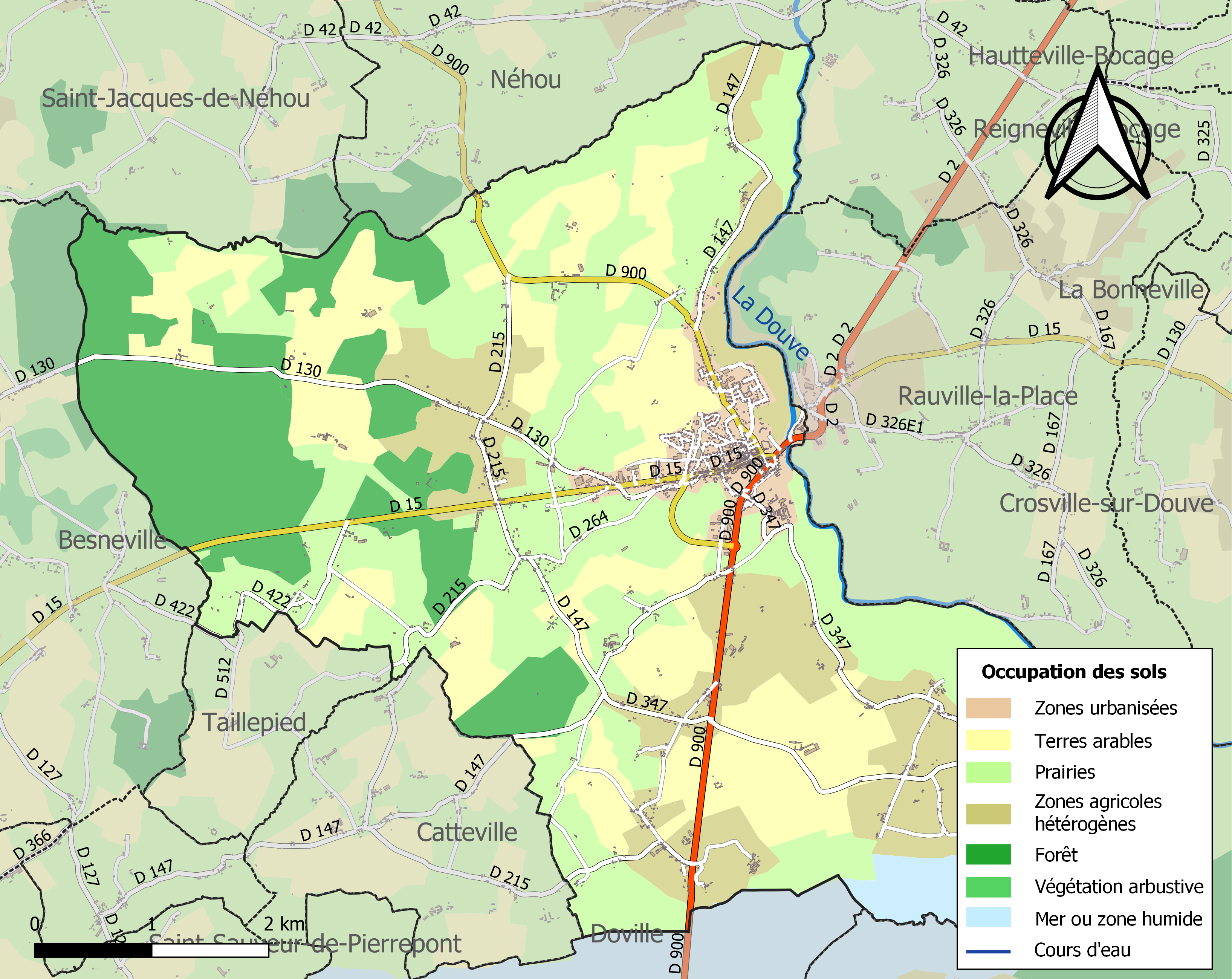
Carte des infrastructures et de l'occupation des sols de la commune en 2018 (CLC).

L'occupation des sols de la commune, telle qu'elle ressort de la base de données européenne d’occupation biophysique des sols Corine Land Cover (CLC), est marquée par l'importance des territoires agricoles (77,6 % en 2018), en diminution par rapport à 1990 (80,4 %).
La répartition détaillée en 2018 est la suivante : prairies (35,6 %), terres arables (21,9 %), zones agricoles hétérogènes (20,1 %), forêts (16,4 %), zones urbanisées (4,1 %), zones humides intérieures (1,9 %).
L'évolution de l’occupation des sols de la commune et de ses infrastructures peut être observée sur les différentes représentations cartographiques du territoire : la carte de Cassini (XVIIIe siècle), la carte d'état-major (1820-1866) et les cartes ou photos aériennes de l'IGN pour la période actuelle (1950 à aujourd'hui).

### Habitat et logement
En 2020, le nombre total de logements dans la commune était de 1 198, alors qu'il était de 1 173 en 2015 et de 1 054 en 2010. 
Parmi ces logements, 78,4 % étaient des résidences principales, 7,2 % des résidences secondaires et 14,4 % des logements vacants. Ces logements étaient pour 88,2 % d'entre eux des maisons individuelles et pour 9,7 % des appartements. 
Le tableau ci-dessous présente la typologie des logements à Saint-Sauveur-le-Vicomte en 2020 en comparaison avec celle de la Manche et de la France entière. Une caractéristique marquante du parc de logements est ainsi la faible proportion des résidences secondaires et logements occasionnels (7,2 %) par rapport au département (14,9 %) et à la France entière (9,7 %). 
| Typologie                                               | Saint-Sauveur-le-Vicomte | Manche | France entière |
| ------------------------------------------------------- | ------------------------ | ------ | -------------- |
| Résidences principales (en %)                           | 78,4                     | 76,8   | 82,1           |
| Résidences secondaires et logements occasionnels (en %) | 7,2                      | 14,9   | 9,7            |
| Logements vacants (en %)                                | 14,4                     | 8,3    | 8,2            |

## Toponymie
Le nom de la localité est attesté sous les formes Sancti Salvatoris de 1060 à 1066, Saint Sauveor en 1313, Saint Sauveour en 1324, Saint Sauveur sur Douve de 1793 à 1814, puis de 1848 à 1851.
Une chapelle y fut bénite en 914 par l'évêque Herbert, sous le vocable de la Sainte Trinité et Saint Sauveur.
L'hagiotoponyme Saint-Sauveur désigne le Christ.
Du Vicomte de Cotentin, le seigneur Roger (I), de la famille de Saint-Sauveur.
Au cours de la période révolutionnaire de la Convention nationale (1792-1795), la commune porte le nom de Sauveur-sur-Douve.
Le gentilé est Saint-Sauveurais.

## Histoire

### Moyen Âge
Le château fondé au Xe siècle et qui fut la possession jusqu'au XIe de la famille de Saint-Sauveur, devint l'une des forteresses les plus importantes de la région.
Au début du XIIIe siècle, à la suite du mariage de Jeanne Taisson, fille de Raoul IV Taisson (lui-même fils de Jourdain Taisson), avec Richard d'Harcourt, la famille d'Harcourt, l'une des familles les plus anciennes s'installe à Saint-Sauveur. En 1345, Geoffroy d'Harcourt, seigneur de Saint-Sauveur, s'allia au roi d'Angleterre Édouard III et conseilla à ce dernier, en 1346, de faire une descente en Normandie.
Dans le cadre de la guerre de Cent Ans, le traité de Brétigny, signé en 1360, rendait à la France toutes les places fortes du Cotentin, à l'exception de celle de Saint-Sauveur et de Saint-Vaast qui restèrent anglaises.

#### Cadre de vie
Des sondages archéologiques subaquatiques, menés en 2021, sur deux radiers de pierre situés à quelques dizaines de mètres en amont des moulins de Saint-Sauveur ont permis de mettre au jour des rangées de pieux en bois, datés du VIIIe siècle, qui barraient entièrement le cours de l'Ouve. Ces retenues, comme l'a suggéré Emmanuelle Miejac (INRAP Ouest), auraient pu servir à fixer des filets ou des nasses.
Depuis le Moyen Âge, s'y tient la foire annuelle de la Saint-Clair.

### Temps modernes
Saint-Sauveur fut réuni par Henri IV au domaine royal, qui y établit un haras. 
Plus tard, Louis XIV engagea le domaine et vicomté de Saint-Sauveur-le-Vicomte au comte de Toulouse, Louis-Alexandre de Bourbon,, et le haras fut transféré près d'Argentan.
Le dernier seigneur de Saint-Sauveur fut le duc de Chartres.

### Époque contemporaine
Saint-Sauveur, qui a bénéficié de l'amélioration du réseau routier au XIXe siècle, est desservi par le chemin de fer dans les années 1860, facilitant les déplacements des habitants et le transport des marchandises.
À la fin de la Seconde Guerre mondiale, après le débarquement de Normandie, lors de la Coupure du Cotentin, Saint-Sauveur est libéré après d'intenses bombardements qui coûtent la vie à près d’une vingtaine de civils détruisant partiellement le bourg le 16 juin 1944 par les troupes aéroportées américaines placées sous le commandement du général Ridgway, commandant la 82e Airborne Division,.
Le plan de reconstruction du bourg est conçue par Olivier Lahalle, et permet de corriger la voirie du Bas du Bourg autour d’îlots à créer, à redéfinir les espaces publics et à dégager les abords du château. Les bâtiments dont l'état le permet sont réparés, de nouveaux édifices, isolés ou formant de nouveaux îlots, sont construits pour accueillir logements et commerces. Leur architecture est plus soignée aux abords du château. La reconstruction des édifices publics (pont, mairie, hospice, gendarmerie, musée, haras, perception) est également engagée, occasionnant parfois des conflits entre la municipalité et le ministère de la Reconstruction et de l'Urbanisme (MRU) ou les monuments historiques. L’hôtel de ville est inauguré en mai 1959.
La reconstruction dure une vingtaine d'années, donnant aux quartiers détruits un aspect radicalement nouveau tout en maintenant une harmonie avec les vestiges du passé,.

## Politique et administration

### Rattachements administratifs et électoraux

#### Rattachements administratifs
La commune se trouve depuis 1963 dans l'arrondissement de Cherbourg-Octeville du département de la Manche.
Elle était depuis 1793 le chef-lieu du canton de Saint-Sauveur-le-Vicomte. Dans le cadre du redécoupage cantonal de 2014 en France, cette circonscription administrative territoriale a disparu, et le canton n'est plus qu'une circonscription électorale.

#### Rattachements électoraux
Pour les élections départementales, la commune fait partie depuis 2014 du canton de Bricquebec
Pour l'élection des députés, elle fait partie de la troisième circonscription de la Manche.

### Intercommunalité
Saint-Sauveur-le-Vicomte était membre de la petite communauté de communes de la Vallée de l'Ouve, un établissement public de coopération intercommunale (EPCI) à fiscalité propre créé en 1997 et auquel la commune avait transféré un certain nombre de ses compétences, dans les conditions déterminées par le code général des collectivités territoriales.
Dans le cadre des dispositions de la loi portant nouvelle organisation territoriale de la République du 7 août 2015, qui prévoit que les établissements publics de coopération intercommunale (EPCI) à fiscalité propre doivent avoir un minimum de 15 000 habitants, cette intercommunalité a fusionné avec sa voisine pour former, le 1er janvier 2017, la communauté d'agglomération du Cotentin dont est désormais membre la commune.

### Tendances politiques et résultats
Lors du premier tour des élections municipales de 2014 dans la Manche, la liste SE menée par Denise Vasselin obtient la majorité absolue des suffrages exprimés, avec 630 voix (57,22 %, quinze conseillers municipaux élus dont sept communautaires), devançant largement celle également SE menée par le maire sortant Michel Quinet, qui a recueilli 471 voix (42,77 %, quatre conseillers municipaux élus dont deux communautaires). Lors de ces élections,29,74 % des électeurs se sont abstenus.
Lors des élections municipales partielles du 23 septembre 2018 qui font suite à la démission d'une partie du conseil municipal, la liste menée par Eric Briens a remporté 434 voix (soit 52 % des suffrages exprimés, quinze conseillers élus) et celle par Denise Vasselin, 398 voix (47,84 %, quatre sièges). Lors de ce scrutin, 45,63 % des électeurs se sont abstenus.
Lors du premier tour des élections municipales de 2020 dans la Manche, la liste menée par le maire sortant Éric Briens obtient la majorité absolue des suffrages exprimés, avec 498 voix (63,2 %, seize conseillers municipaux élus dont un communautaire), devançant très largement celle menée par Denise Vasselin, qui a recueilli 290 voix (36,8 %, trois conseillers municipaux élus). Lors de ce scrutin marqué par la Pandémie de Covid-19 en France, 50,25 % des électeurs se sont abstenus.

### Administration municipale
Compte tenu de la population de la commune, son conseil municipal est composé de dix-neuf membres dont le maire et ses adjoints.

### Liste des maires
| Période                                  | Période        | Identité                   | Étiquette       | Qualité |
| ---------------------------------------- | -------------- | -------------------------- | --------------- | --- |
| Les données manquantes sont à compléter. |                |                            |                 | |
|                                          | 1800           | A. Marie Deslongchamps     |                 | |
| 1800                                     | 1803           | Pierre François Largemains |                 | |
| 1803                                     | octobre 1829   | Vincent-Félix-Barbey       |                 | Décédé en fonction |
| 1830                                     | 1846           | Michel d'Hâcouville        |                 | |
| 1847                                     | 1848           | Auguste Bezot              |                 | |
| 1848                                     | 1851           | Delestan Pain              | Républicain     | Notaire |
| 1851                                     | 1852           | Édouard Bliault            |                 | |
| 1852                                     | 1854           | Auguste Bezot              |                 | |
| 1854                                     | 1874           | Paul Foubert               | Orléaniste      | Avocat Conseiller général de Barneville-Carteret (1864 → 1877) |
| 1875                                     | janvier 1878   | Pierre Viel                | Droite          | Militaire Conseiller général de Saint-Sauveur-le-Vicomte (1877 → 1883) |
| janvier 1878                             | janvier 1886   | Paul Foubert               | Orléaniste      | Avocat, sénateur inamovible (1875 → 1885) Conseiller général de Barneville-Carteret (1881 → 1885) Décédé en fonction |
| mars 1886                                | 1887           | Paul-Alfred-Marie Foubert  | Républicain     | Haut fonctionnaire Conseiller général de Saint-Sauveur-le-Vicomte (1883 → 1887) Révoqué |
| 1887                                     | mai 1896       | Ernest Pain                | Républicain     | Propriétaire Conseiller général de Saint-Sauveur-le-Vicomte (1894 → 1907) |
| mai 1896                                 | octobre 1919   | Raoul Hersan               |                 | |
| décembre 1919                            | mai 1929       | Pierre Lemarinel           |                 | |
| mai 1929                                 | mars 1931      | Albert Férey               |                 | Minotier |
| mars 1931                                | janvier 1948   | Ernest Legrand             |                 | Ancien adjoint au maire |
| janvier 1948                             | janvier 1982   | Auguste Cousin             | DVD puis RI     | Agriculteur Sénateur de la Manche (1979 → 1982) Conseiller régional de Basse-Normandie (1979 → 1982) Conseiller général de Saint-Sauveur-le-Vicomte (1958 → 1982) Suppléant du sénateur Michel Yver (1974 → 1979) Décédé en fonction |
| février 1982                             | juin 1995      | Jean Tardif                | DVD             | Pharmacien Conseiller général de Saint-Sauveur-le-Vicomte (1982 → 2001) |
| juin 1995                                | mars 2014      | Michel Quinet              | DVD puis NC-UDI | Médecin Président de la CC de la Vallée de l'Ouve (1997 → 2016) Chevalier de l'Ordre national du mérite et des Palmes académiques |
| mars 2014                                | septembre 2018 | Jacques Regnault           | SE              | Commerçant retraité Mandat écourté par la démission d'une partie du conseil municipal |
| septembre 2018                           | En cours       | Éric Briens                | DVD             | Cadre Vice-président de la CA du Cotentin (2020 → ) Conseiller départemental de Bricquebec-en-Cotentin (2023 → ) Réélu pour le mandat 2020-2026,                                                                                     |

### Distinctions et labels
À la suite de la création du pays d'art et d'histoire du Clos du Cotentin en 2001, Saint-Sauveur-le-Vicomte bénéficie avec Valognes et Bricquebec du label Villes et Pays d'art et d'histoire accordé par le ministère de la Culture.
Saint-Sauveur-le-Vicomte est labellisée « commune touristique » depuis août 2011.

## Équipements et services publics

### Enseignement
Les enfants sont scolarisés au groupe scolaire public Jacqueline-Maignan ou à l'école privée Notre-Dame.
Ils poursuivent leurs études au collège public Barbey-d'Aurevilly (décoré en 2022 d'une fresque réalisée par les élèves de 3e avec l'aide de leur professeure d’arts plastiques Sandrine Pain, et de l’artiste graffeur Baby.K) ou au collège privé de l'Abbaye.

## Population et société

### Démographie
L'évolution du nombre d'habitants est connue à travers les recensements de la population effectués dans la commune depuis 1793. Pour les communes de moins de 10 000 habitants, une enquête de recensement portant sur toute la population est réalisée tous les cinq ans, les populations de référence des années intermédiaires étant quant à elles estimées par interpolation ou extrapolation. Pour la commune, le premier recensement exhaustif entrant dans le cadre du nouveau dispositif a été réalisé en 2008.

En 2022, la commune comptait 2 088 habitants, en évolution de −3,6 % par rapport à 2016 (Manche : −0,31 %, France hors Mayotte : +2,11 %).
| 1793  | 1800  | 1806  | 1821  | 1831  | 1836  | 1841  | 1846  | 1851  |
| ----- | ----- | ----- | ----- | ----- | ----- | ----- | ----- | ----- |
| 2 666 | 2 651 | 2 970 | 2 957 | 2 836 | 2 896 | 2 774 | 2 846 | 2 818 |

| 1856  | 1861  | 1866  | 1872  | 1876  | 1881  | 1886  | 1891  | 1896  |
| ----- | ----- | ----- | ----- | ----- | ----- | ----- | ----- | ----- |
| 2 755 | 2 722 | 2 754 | 2 542 | 2 659 | 2 659 | 2 765 | 2 668 | 2 647 |

| 1901  | 1906  | 1911  | 1921  | 1926  | 1931  | 1936  | 1946  | 1954  |
| ----- | ----- | ----- | ----- | ----- | ----- | ----- | ----- | ----- |
| 2 525 | 2 435 | 2 266 | 2 122 | 2 109 | 2 092 | 2 124 | 2 105 | 2 211 |

| 1962  | 1968  | 1975  | 1982  | 1990  | 1999  | 2006  | 2008  | 2013  |
| ----- | ----- | ----- | ----- | ----- | ----- | ----- | ----- | ----- |
| 2 104 | 2 135 | 2 168 | 2 214 | 2 257 | 2 204 | 2 082 | 2 044 | 2 195 |

| 2018  | 2022  | - | - | - | - | - | - | - |
| ----- | ----- | - | - | - | - | - | - | - |
| 2 099 | 2 088 | - | - | - | - | - | - | - |

### Sports
Le Réveil sportif saint-sauveurais fait évoluer une équipe de football en division de district.

### Manifestations culturelles et festivités
- Fin 2008, un salon du livre consacré à Barbey d'Aurevilly y a été organisé[71] par le Comité du bicentenaire de la naissance de l'écrivain[72].

## Culture locale et patrimoine

### Lieux et monuments
- Le château, datant des XIe et XIIe siècles, a été assiégé deux fois pendant la guerre de Cent Ans. Il subsiste l'enceinte fortifiée flanquée de tours et un donjon massif. Ces ruines sont classées au titre des monuments historiques par liste de 1840[73].

Le château
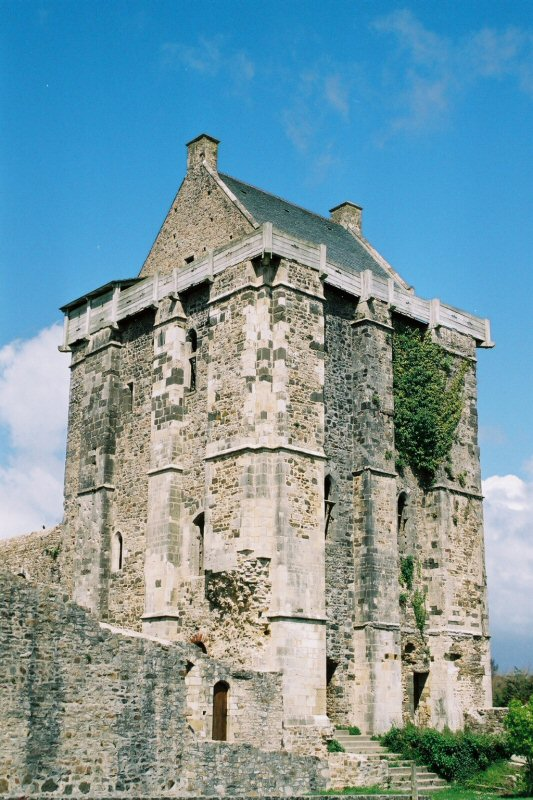
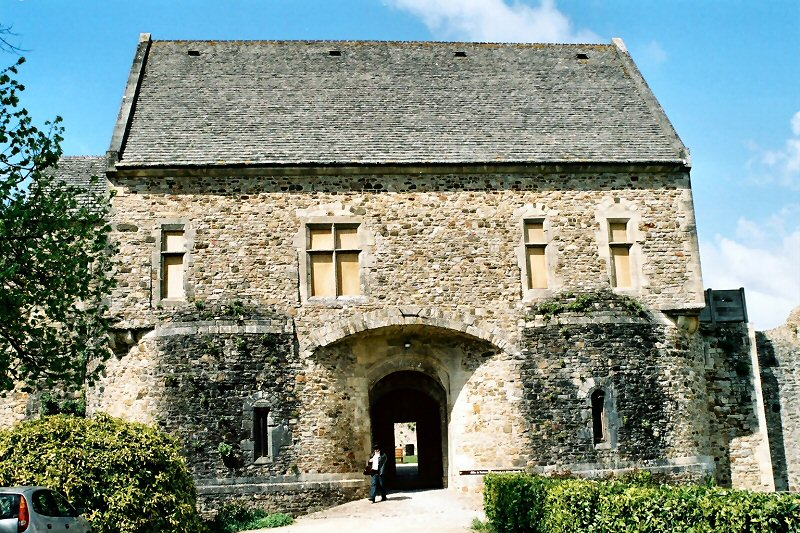
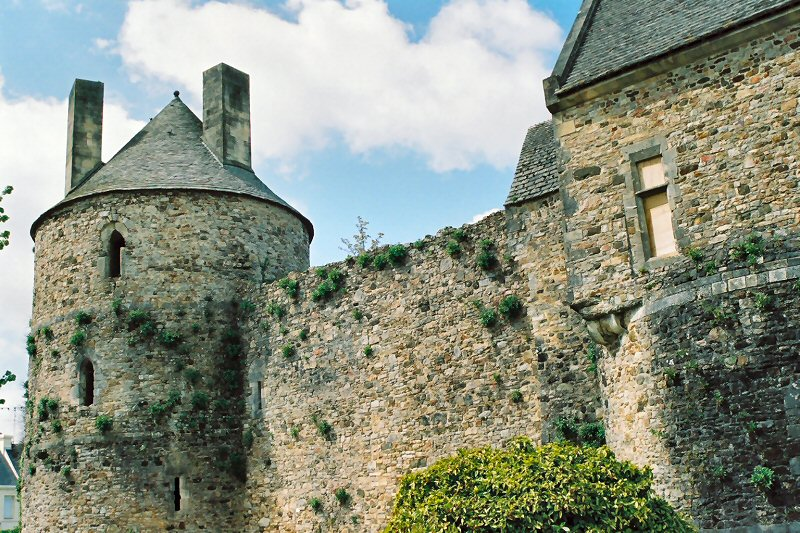

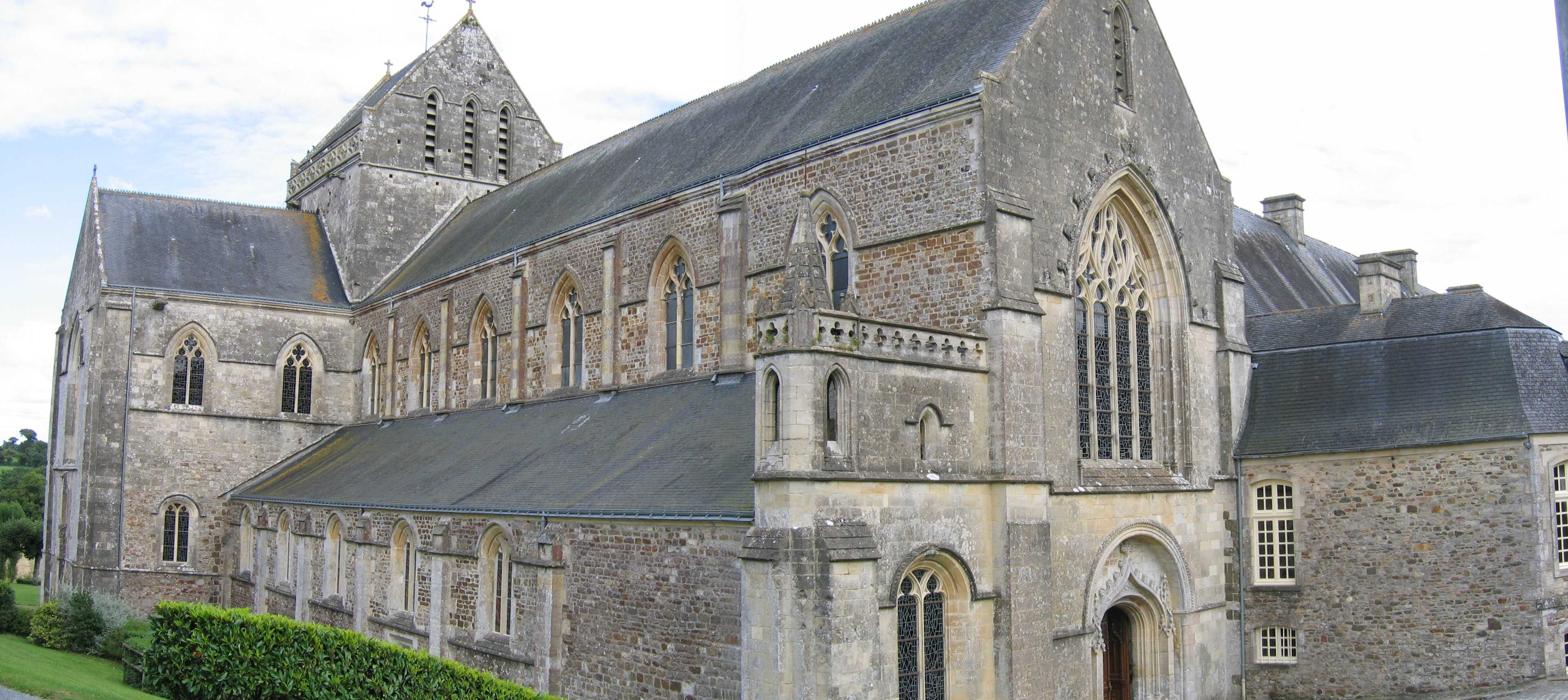
L'abbaye bénédictine.

- L'abbaye de Saint-Sauveur-le-Vicomte de l'ordre bénédictin, fondée au XIe siècle (v. 1067) par Néel II de Saint-Sauveur et restaurée au XIXe siècle (1832) à l'initiative de sainte Marie-Madeleine Postel puis après la Seconde Guerre mondiale par l'architecte Yves-Marie Froidevaux. Elle a conservé sa nef romane à triple élévation. Une partie de cette abbaye abrite désormais le collège de l'Abbaye, collège privé. L'église abbatiale est également classée au titre des monuments historiques par liste de 1840[74].

Ses abbés siégeaient à l'Échiquier de Normandie.
- Musée Barbey-d'Aurevilly, dans la maison, inscrite en 1985 au titre des monuments historiques[75], qui a vu naître l'écrivain, en plein bourg de Saint-Sauveur.
- L'hôtel de ville, construit sur les plans du cabinet Burkart, est inauguré en mai 1959[48]
- Église paroissiale Saint-Jean-Baptiste des XIIe, XVe – XIXe siècles[76]. L'édifice, avec sa tour de clocher massive, et cloches carillons, coiffé en bâtière, est ornée d'arcs de voûte finement moulurés qui retombe sur des culots d'ogives. À l'intérieur on peut voir un très beau christ aux liens du XVIe siècle (commandé en 1522) et un saint Sébastien[77], ainsi que les fonts baptismaux datés de 1572, saintes huiles du XVIIIe, statue Ecce homo du XVIe classée au titre objet aux monuments historiques[78].
- Les hameaux de Selsoif et de Hautmesnil ont chacun leur église. L'église Saint-Claude de Selsouëf des XIIIe – XVIIe siècles, d'origine romane, abrite une Vierge à l'Enfant du XIVe siècle classée au titre objet aux monuments historiques[79]. L'église Saint-Georges de Hautmesnil est du XIXe siècle. Elle abrite une statue de saint Georges du XVIe et un bas-relief le Sauveur et les quatre évangélistes du XIXe[80]. Son portail est entouré de médaillons avec portraits.
- Manoir des Maires ou Desmaires ou Desires à Selsoif qui pourrait dater du XVIe siècle, et dont le portail en est la partie la plus ancienne.

En 1571, Vincent Ier Des Maires épousa Élisabeth du Saussey, qui se trouva veuve en 1593 avec la charge de sept enfants se vit accorder le 4 mai la jouissance en intégralité du bien et revenu du dit défunt.
- Château des Fresnais : forte demeure du XIXe siècle avec pavillon central bâtie aux abords de la forêt domaniale[82].
- Château de Beaulieu, du XVIIIe siècle, près de l'église de Taillepied.
- Château du Lude des XVIIIe – XIXe siècles, de style victorien, construit en 1862 en remplacement du précédent détruit par un incendie. Il est édifié dans un esprit gothique et Renaissance mené par Viollet-le-Duc[82]. La propriété est acquise par Auguste Le Marois pour le compte de son frère Jean Le Marois (1776-1836)[83].
- Manoir des Bréholles du début du XVIIe siècle qui présente une face arrière percée sur quatre niveaux de rares ouvertures[84]. Il comprend des bâtiments de communs avec pressoir et charterie à deux arcades des XVIe et XVIIe siècles[85].
- Manoir du Valpépin avec un grand logis, qui côté cour arbore un mur soigneusement maçonné de blocs carrés de grès de différentes couleurs, et porte sur sa façade une inscription « J. L C. 1895 ». Les bâtiments de la ferme du Valpépin ont été remaniés à la fin du XIXe siècle et plus récemment[85].
- Porche d'entrée du château du Quesnoy du XVIIIe siècle.
- La forêt domaniale de Saint-Sauveur est l'un des rares espaces forestiers du département. Elle couvre 233 hectares à l'ouest du territoire[86].
- Vieille croix et if funéraire de l'ancien cimetière qui entourait l'église.

Particularité du découpage communal : la mairie et l'église paroissiale Saint-Jean-Baptiste de Taillepied se trouvent sur le territoire de Saint-Sauveur-le-Vicomte. L'église Saint-Jean-Baptiste est du XVIIIe siècle.

### Personnalités liées à la commune
- Néel Ier de Saint-Sauveur, baron du duché de Normandie au XIe siècle.
- Geoffroy d'Harcourt, dit le Boiteux, vicomte de Saint-Sauveur, maréchal d'Angleterre, mort en 1356.
- En 1420, Jean de Robersart, seigneur d'Escaillon et de Bruilles, enlève la duchesse Jacqueline, comtesse de Hainaut, pour la conduire en Angleterre. Le roi d'Angleterre lui donne entre autres la ville de Saint-Sauveur-le-Vicomte[88].
- Guillaume Lambert, lieutenant-général du bailliage de Cotentin, né à Saint-Sauveur-le-Vicomte en 1520, est choisi en 1583 pour collaborer à la nouvelle rédaction de la Coutume de Normandie. Il la publie ensuite en 1586 en la dédiant au duc de Joyeuse, gouverneur de Normandie.
- Le 8 janvier 1693, Louis XIV donne la vicomté de Saint Sauveur à Marin Pouchin issu d'une vieille famille de la noblesse normande. Celui-ci en devient vicomte à titre héréditaire ainsi que maire perpétuel de la ville et lieutenant général de police[réf. souhaitée].
- Louis Auguste François Mariage, dit Louis Mériage (1767-1827), général des armées de la République et de l'Empire, y est né .
- Marie-Catherine de Saint-Augustin (Saint-Sauveur-le-Vicomte, 1632 - 1668), cofondatrice de l'Église du Canada.
- Marie-Madeleine Postel (Barfleur, 1756 - Saint-Sauveur-le-Vicomte, 1846), sainte catholique.
- Jules Barbey d'Aurevilly (Saint-Sauveur-le-Vicomte, 1808 - 1889), surnommé « le connétable des lettres » ; il repose au pied des remparts du château des Harcourt.
- Placide Viel (1815-1877), bienheureuse catholique, mère supérieure de l'abbaye à la suite de Marie-Madeleine Postel.
- Marthe Le Bouteiller (Percy, 1816 - abbaye de Saint-Sauveur-le-Vicomte, 1883), bienheureuse catholique, sœur de l'abbaye.
- Roland-Bernard (1927-2019), réalisateur de télévision, y est né
- Jean-Paul Rouland (1928-), animateur de télévision et de radio, y est né.
- Jacques Rouland (1930 - 2002), animateur de télévision et de radio, y est né.

### Héraldique
| Blason de Saint-Sauveur-le-Vicomte | Blason  | De gueules aux deux fasces accompagnées d'un château de trois tours en cœur et de six bars adossés et accolés deux à deux, quatre en chef et deux en pointe, le tout d'or.                                                       |
| Blason de Saint-Sauveur-le-Vicomte | Détails | Ce blason est inspiré des armoiries de la famille de Harcourt (subsistante), anciens seigneurs de la baronnie de Saint-Sauveur, et qui portent : de gueules à deux fasces d'or. Le statut officiel du blason reste à déterminer. |